# Jacques Kervyn de Marcke ten Driessche
Jacques Kervyn de Marcke ten Driessche (Brugge, 10 augustus 1909 - 5 februari 1977) was een Belgische politicus en de laatste burgemeester van de zelfstandige gemeente Assebroek, van 1956 tot 1970.

## Levensloop
Jacques Kervyn was de zoon van Pierre Kervyn (1862-1956), voorzitter van de rechtbank van eerste aanleg in Brugge, die in 1927 de vergunning verkreeg voor hem en zijn nazaten om "de Marcke ten Driessche" aan hun familienaam toe te voegen. Pierre was getrouwd met Agnès de Vrière (1886-1942), dochter van senator en burgemeester Etienne de Vrière.
Als licentiaat in handels- en consulaire wetenschappen, was Jacques Kervyn beheerder van vennootschappen. In 1943 trad hij in het huwelijk met Simone Plissart (1907-1997) en ze kregen drie dochters.
Na de Tweede Wereldoorlog interesseerde Kervyn zich voor de plaatselijke politiek en hij werd in 1946 tot gemeenteraadslid en tot schepen verkozen. In 1956 werd hij burgemeester benoemd in opvolging van Albin Van Renterghem en bleef dit tot einde 1970, toen de gemeente ophield als zelfstandige eenheid te bestaan. In 1958 behaalde hij acht zetels tegen vijf voor de socialisten. Zoals de andere Brugse randgemeenten was Assebroek in die periode in volle expansie.
Net als in de buurgemeente Sint-Kruis ontstond in 1964 binnen de CVP onenigheid bij de opmaak van de kandidatenlijst voor de verkiezingen. De arbeidersvleugel wilde de edelman niet meer, des te meer wellicht omdat Kervyn een volkse figuur was, die men meer in de volkscafés dan op het gemeentehuis aantrof. Hij liet zich echter niet gewillig afvoeren en kwam met een eigen lijst op, die vier zetels behaalde. De socialisten en de CVP hadden ook elk vier zetels en de Volksunie had voor het eerst een verkozene. Kervyn sloot een coalitie met de socialisten. 
In tegenstelling tot andere burgemeesters van de bij Brugge gevoegde gemeenten (Lissewege, Dudzele, Koolkerke, Sint-Andries, Sint-Michiels) en net zoals in Sint-Kruis, stelde hij zich geen kandidaat meer op een van de lijsten voor de gemeenteverkiezingen van oktober 1970.
In 1977 overleed de laatste van de Assebroekse burgemeesters.